# Bernd Schütt

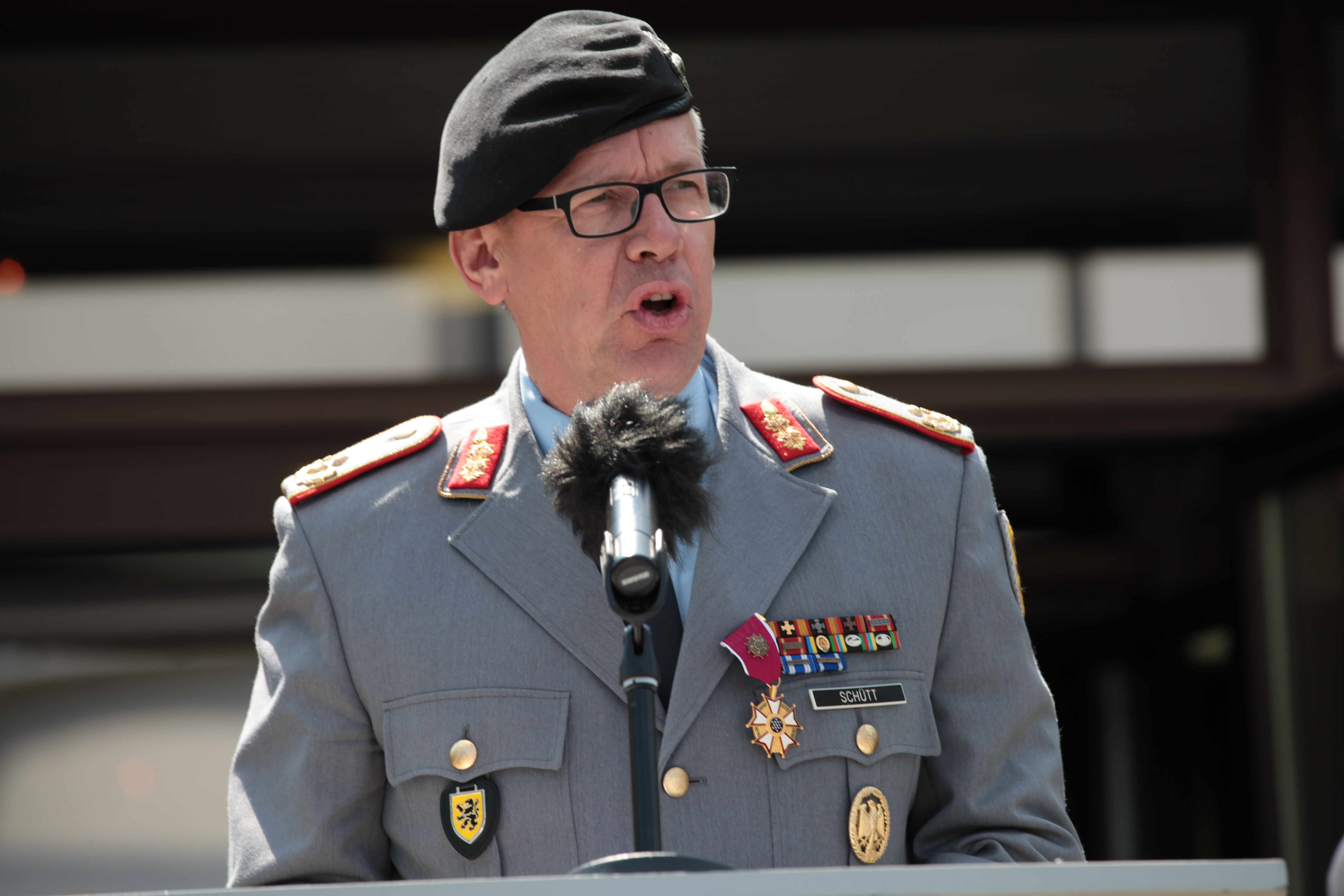
Bernd Schütt als Generalmajor (2016)

Bernd Schütt (* 18. März 1961 in Neumünster) ist ein Generalleutnant außer Dienst des Heeres der Bundeswehr. In seiner letzten Verwendung war er Befehlshaber des Einsatzführungskommandos der Bundeswehr.

## Militärische Laufbahn

### Ausbildung und erste Verwendungen
Nach dem Abitur trat Schütt in den Dienst der Bundeswehr und absolvierte als Reserveoffizieranwärter die Offizierausbildung bei der Panzertruppe beim Panzerbataillon 183/184 in Boostedt und Neumünster. Von 1982 bis 1985 studierte er Pädagogik an der Hochschule der Bundeswehr Hamburg und schloss dieses als Diplom-Pädagoge ab. Während dieser Zeit erhielt er am 1. Juli 1984 die Ernennung zum Leutnant.
Nach dem Studium wurde er zurück nach Boostedt zum Panzerbataillon 184 versetzt, wo er von 1986 bis 1988 als Zugführer diente. Hier wurde er am 14. Januar 1987 zum Oberleutnant befördert. 1988 wurde Schütt nach Bad Segeberg zur dortigen Panzerjägerkompanie 180 versetzt und diente dort für ein Jahr als Zugführer. Wieder zurück in Boostedt übernahm er 1989 den Posten des Kompaniechefs der 4. Kompanie des Panzerbataillons 184. Während dieser Verwendung erhielt er am 12. Januar 1990 die Beförderung zum Hauptmann.
1991 wurde er nach Neumünster in den Stab der Panzerbrigade 18 versetzt, wo er bis 1994 als Offizier für Militärisches Nachrichtenwesen (S 2) sowie als Operations- und Ausbildungsoffizier (S 3) diente. Zum 1. Oktober 1994 erhielt Schütt schließlich die Beförderung zum Major.

### Dienst als Stabsoffizier
Von 1994 bis 1996 absolvierte Schütt den 37. Generalstabslehrgang Heer an der Führungsakademie der Bundeswehr in Hamburg, wo er zum Offizier im Generalstabsdienst ausgebildet wurde, und diente hiernach für drei Jahre, bis 1999, als Planungsstabsoffizier (G 3) im Heeresführungskommando in Koblenz. In dieser Verwendung erhielt er am 1. Januar 1998 die Beförderung zum Oberstleutnant.
Im Jahre 1999 wurde Schütt nach Brüssel versetzt, wo er bis 2001 als Referent im Stab des Deutschen Militärischen Vertreters der Bundesrepublik beim NATO-Militärausschuss unter den Generalleutnanten Klaus Wiesmann und Klaus Olshausen diente. Zurück in Deutschland übernahm Schütt 2001 das Kommando des Panzerbataillons 74 in Cuxhaven und führte dies bis dessen Auflösung im Jahr 2003. Während dieser Verwendung absolvierte er in Bosnien und Herzegowina einen Auslandseinsatz im Rahmen des SFOR und diente in Mostar als stellvertretender Operationsoffizier (G3) der französisch befehligten Multinational Division South East.
Am 2. Mai 2005 erhielt Schütt die Beförderung zum Oberst und wurde im selben Jahr nach Neubrandenburg versetzt, wo er als Abteilungsleiter Ausbildung und Operationen (G 3) im Stab der 14. Panzergrenadierdivision unter dem Kommando der Generalmajore Günter Weiler und Bruno Kasdorf diente. Während dieser Zeit absolvierte er einen weiteren Auslandseinsatz, diesmal in Afghanistan im Rahmen der ISAF, wo er als Kommandeur des Provincial Reconstruction Teams in Faizabad fungierte.
2007 wechselte Schütt schließlich ins BMVg, wo er am zweiten Dienstsitz in Berlin bis 2009 im Führungsstab der Streitkräfte als Referatsleiter Militärpolitische Grundlagen für Einsätze und Übungen (Fü S III 6) unter der Leitung des Stabsabteilungsleiter Militärpolitik, Generalmajor Manfred Lange, diente. Von 2009 bis 2010 war Schütt dann am ersten Dienstsitz in Bonn als Referatsleiter für zentrale Aufgaben im Führungsstab des Heeres (Fü H/Z) unter dem Kommando von Generalmajor Werner Freers.

### Dienst im Generalsrang
Zum 17. September 2010 übernahm Schütt in Munster von Brigadegeneral Wilhelm Grün das Kommando über die Panzerlehrbrigade 9. Auf diesem Dienstposten erhielt er zum 1. Januar 2011 die Ernennung zum Brigadegeneral. Vom 13. Januar 2012 bis 23. August 2013 war er General der Panzertruppen und Kommandeur des Ausbildungszentrums Munster. Im Anschluss daran war Schütt von 2013 bis 2014 Abteilungsleiter I Einsatz im Kommando Heer in Strausberg. Unter Beförderung zum Generalmajor wurde er ab dem 13. Februar 2014 letzter Kommandeur des Regional Command North der International Security Assistance Force (ISAF) in Mazar-e-Sharif, Afghanistan. Am 7. August 2014 wurde er Kommandeur der Division Süd in Veitshöchheim, welche im Januar 2015 in 10. Panzerdivision umgegliedert wurde. Diese übergab er am 11. September 2018 an seinen Nachfolger, Brigadegeneral Harald Gante.
Am 25. September 2018 wurde Schütt, als Nachfolger von Generalleutnant Dieter Warnecke, Abteilungsleiter Strategie und Einsatz im Bundesministerium der Verteidigung in Berlin. Verbunden damit war die Beförderung zum Generalleutnant. Seit dem 16. Dezember 2021 war Schütt, als Nachfolger von Erich Pfeffer, Befehlshaber des Einsatzführungskommandos der Bundeswehr in Schwielowsee bei Potsdam. Das Kommando wurde am 9. April 2025 außer Dienst gestellt und Schütt mit Ablauf des April 2025 in den Ruhestand versetzt.

### Auslandseinsätze
- Mai bis November 2002  SFOR  stellvertretender Stabsoffizier G3 Multinational Division (South East), Mostar
- Januar bis Juli 2006  ISAF-Einsatz als Kommandeur PRT, Feyzabad
- August 2011 bis Februar 2012 ISAF-Einsatz als Deputy Chief of Staff Security im Regionalkommando Nord, Mazar-e Sharif
- Februar bis August  2014 ISAF-Einsatz als Kommandeur Regionalkommando Nord, Mazar-e Sharif

## Privates
Schütt ist verheiratet und hat zwei Kinder.